# Prooncholaimus hastatus
Prooncholaimus hastatus är en rundmaskart som beskrevs av Christian Wieser och Stephen Donald Hopper 1967. Prooncholaimus hastatus ingår i släktet Prooncholaimus och familjen Oncholaimidae. Inga underarter finns listade i Catalogue of Life.